# Mirobaeoides kerryi
Mirobaeoides kerryi är en stekelart som beskrevs av Austin 1986. Mirobaeoides kerryi ingår i släktet Mirobaeoides och familjen Scelionidae. Inga underarter finns listade i Catalogue of Life.